# 466

## Събития
- Грузинската църква получава независимост от Антиохийската църква

## Родени
- Хлодвиг I, крал на франките (приблизителна година)